# Świadkowie Jehowy w Mongolii
Świadkowie Jehowy w Mongolii – społeczność wyznaniowa w Mongolii, należąca do ogólnoświatowej wspólnoty Świadków Jehowy, licząca w 2023 roku 432 głosicieli, należących do 8 zborów (w tym zbór mongolskiego języka migowego) i 3 grup na oddaleniu. Na dorocznej uroczystości Wieczerzy Pańskiej w 2023 roku zgromadziło się 1337 osób.
W 2020 roku członkowie 8 zborów w Mongolii korzystali z 8 Sal Królestwa: trzech w Ułan Bator (w tym jednej w dzielnicy Nalajch) oraz po jednej w Erdenet, Kobdo, Dalandzadgad, Czojbalsan i w Darchanie. Biuro Krajowe i Biuro Tłumaczeń znajduje się w Ułan Bator. Działalność miejscowych Świadków Jehowy koordynuje Biuro Oddziału w Ebinie w Japonii.

## Historia
Świadkowie Jehowy aktywnie działają w tym kraju od początku lat 90. XX wieku. Wcześniej, przebywający na krótko w tym kraju obcokrajowcy (pod koniec lat 80. XX w. polscy współwyznawcy) zaznajamiali niektórych ze swoimi wierzeniami. Inni poznali wierzenia Świadków Jehowy  przebywając w Polsce. Pierwszymi Świadkami Jehowy w tym kraju było małżeństwo niesłyszących, którzy z działalnością Świadków Jehowy zetknęli się w rosyjskim Sankt Petersburgu. Zostali ochrzczeni w 1996 roku na kongresie pod hasłem „Posłańcy pokoju Bożego” w Rosji. Do Mongolii kierowano również głosicieli w celu prowadzenia działalności kaznodziejskiej.
Około 1998 roku grupę głosicieli w Ułan Bator odwiedził Roman Skiba, usługujący wówczas jako nadzorca okręgu w Rosji na obszarze Syberii i Dalekiego Wschodu. W lutym 1999 roku w celu wspierania miejscowych głosicieli do Ułan Bator został skierowany Andreas Michel pochodzący z Kazachstanu – absolwent 4. klasy Kursu Usługiwania w Rosji. Usługiwał on jako pionier specjalny.
W 1999 roku zarejestrowano organizację prawną, reprezentującą Świadków Jehowy w Mongolii. W tym też roku przygotowano w języku mongolskim specjalną publikację Świadków Jehowy Jak bardzo cenisz sobie życie?, przeznaczoną dla mieszkańców Mongolii. W listopadzie i grudniu 1999 roku przeprowadzono w Ułan Bator kampanię, podczas której w ciągu 10 dni 22 głosicieli działających w Mongolii bezpłatnie udostępniło ponad 10 tysięcy jej egzemplarzy. O kampanii tej pozytywnie wypowiedziało się wielu przedstawicieli władz, a także kilkukrotnie wspomniano o niej w telewizji, radiu i trzech gazetach.
W 2000 roku w stolicy działał jedyny zbór w kraju, liczący około 30 członków. W tym początkowym okresie działalności w Mongolii Świadkowie Jehowy zaliczani byli do zagranicznych grup misyjnych.
W 2008 roku powstał trzeci zbór, a liczba Świadków Jehowy wyniosła 195 osób. Na początku 2010 roku do kraju przybyli kolejni misjonarze Szkoły Gilead. W 2011 roku zanotowano liczbę 306 głosicieli i powstał czwarty zbór. 9 września 2011 roku w Ułan Bator z udziałem członka Ciała Kierowniczego Świadków Jehowy Gerrita Löscha odbyło się uroczyste otwarcie Biura Tłumaczeń. Brał on też udział w kongresie regionalnym pod hasłem „Niech przyjdzie Królestwo Boże!”, na który przybyły 594 osoby, a 17 zostało ochrzczonych.
W 2012 roku powstały dwa kolejne zbory w Ułan Bator, a w roku 2015 w Kobdo i w Dalandzadgad. W roku 2014 w kongresie regionalnym pod hasłem „Szukajmy najpierw Królestwa Bożego!” uczestniczyło ogółem 616 osób, a 16 zostało ochrzczonych. 25 marca 2017 roku wydano Chrześcijańskie Pisma Greckie w Przekładzie Nowego Świata (Nowy Testament) w języku mongolskim. W sierpniu 2019 roku delegacja z Mongolii brała udział w kongresie międzynarodowym pod hasłem „Miłość nigdy nie zawodzi!” w Warszawie. W 2019 roku zanotowano liczbę 471 głosicieli, a na uroczystości Wieczerzy Pańskiej zebrały się 1433 osoby.
Zebrania zborowe odbywają się w języku mongolskim i mongolskim języku migowym. Ponad 40% głosicieli pełni stałą służbę pionierską. Publikacje biblijne ukazują się w języku mongolskim
(w tym mongolskim klasycznym) oraz mongolskim migowym.

## Sytuacja wyznawców
Konstytucja Mongolii gwarantuje wolność sumienia i praktykowania religii, zabrania dyskryminacji z powodów religijnych i wprowadza rozdział religii od instytucji państwa. Przepisy wymagają, by organizacje religijne zarejestrowały się w odpowiednim urzędzie; wymagane jest też coroczne odnawianie tej rejestracji, a także konieczność rejestrowania lokalnych struktur religijnych w poszczególnych regionach. Zdarzają się przypadki znacznego opóźniania lub odmowy rejestracji przez lokalne władze.
W 1999 roku nastąpiła rejestracja osoby prawnej, reprezentującej Świadków Jehowy w Mongolii (Religious Society of Jehovah’s Witnesses in Mongolia), jednak rejestracja ta musi być odnawiana co roku. W 2015 roku władze Mongolii zaczęły odmawiać odnawiania rejestracji, biorąc pod uwagę zarzut, że „działalność organizacji religijnej Świadków Jehowy jest sprzeczna z bezpieczeństwem narodowym oraz z prawami i wolnością obywateli”, opublikowany m.in. na stronie internetowej zaluu.com. Po zaskarżeniu tej odmowy rejestracji do Administracyjnego Sądu Pierwszej Instancji w Ułan Bator Świadkowie Jehowy uzyskali możliwość odnowienia rejestracji, która nastąpiła pod koniec 2016 roku.
Jednakże w styczniu 2017 Rada Miejska wydała orzeczenie, w którym unieważniła zezwolenie osobie prawnej reprezentującej Świadków Jehowy na prowadzenie działalności religijnej. Decyzję Rady Miejskiej uchylił Sąd Administracyjny, stwierdzając, że narusza ona podstawowe prawa do manifestowania swojej religii lub przekonań. 14 czerwca 2018 roku Urząd Miasta wydał dokument odnawiający prawną rejestrację Świadków Jehowy w Ułan Bator.

## Statystyki
Dane liczbowe dotyczące działalności Świadków Jehowy w Mongolii obejmują okres od 1999 roku. Mongolia należała wówczas do krajów, w których osiągano najwyższy wzrost procentowy liczby wyznawców.

### Liczba głosicieli (w tym pionierów)
Dane na podstawie oficjalnych raportów o działalności:
- najwyższa liczba głosicieli osiągnięta w danym roku służbowym[c] (liczby nad słupkami na wykresie)
- przeciętna liczba pionierów w danym roku służbowym (ciemniejszym odcieniem, liczby na słupkach wykresu, od 2017 roku tylko pionierów pełnoczasowych, bez pomocniczych)